# Тундровий клімат

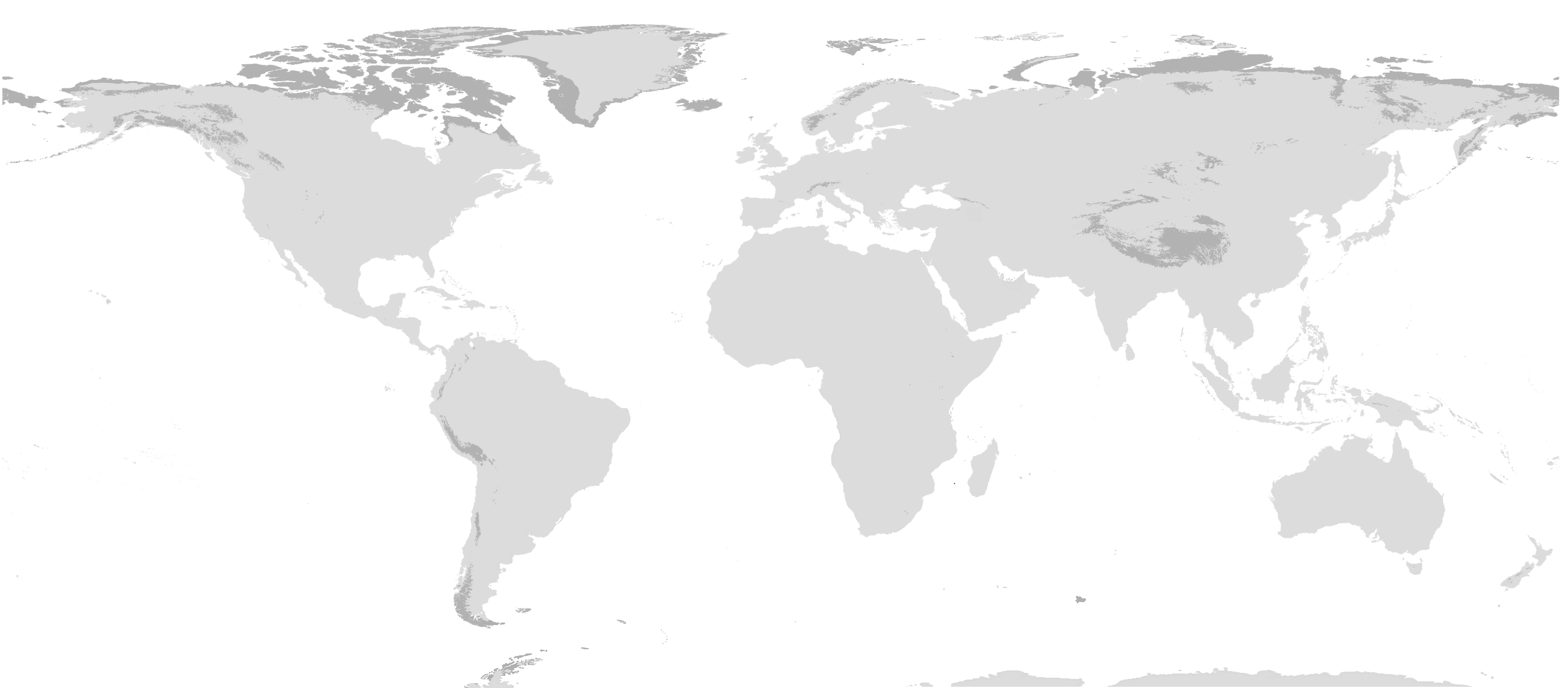
Поширення тундрового клімату у світі

Тундровий клімат (ET за класифікацією кліматів Кеппена) — підтип полярного клімата, поширений у високих широтах та високогір'ях. Це клімат, у якому принаймні один місяць в році має середню температуру вище 0 °C, достатню для танення снігу, однак середня температура найтеплішого з місяців не перевищує 10 °C. Тундровий клімат, поширений у високогір'ях, називають альпійським кліматом. 
Незважаючи на потенційне різноманіття тундрового клімату за кількістю опадів, екстремальними температурами та розподілом відносно вологих і сухих сезонів, його рідко розділяють за окремими категоріями. Дощі та снігопади в зонах поширення тундрового клімату, як правило, трапляються рідко через те, що холодне атмосферне повітря слабо насичене водяною парою. Однак навіть у місцевостях, де кількість опадів зіставна з пустелями в низьких і середніх широтах, через надзвичайно низьке випаровування зустрічаються болота. Кількість біомаси в зонах тундрового клімату більше залежить від місцевої температури, ніж від кількості опадів.
Існує також океанічний різновид тундрового клімату з прохолодною або м'якою зимою (коли середня температура найхолоднішого місяця становить близько 0 °C), який межує з субполярним океанічним кліматом (Cfc) і зустрічається в деяких частинах Ісландії і Алеутських островів та переважно на островах Субантарктики.